# 図画工作
図画工作（ずがこうさく）は、日本の初等教育における教科の一つ。中学校・高等学校の美術・技術に相当する。略して図工（ずこう）ともいう。
文部科学省の学習指導要領の教科目標
「表現及び鑑賞の活動を通して，感性を働かせながら、つくりだす喜びを味わうようにするとともに、造形的な創造活動の基礎的な能力を培い，豊かな情操を養う。」ことが目標とされる。

## 学習指導要領に見る図工教育の概要

### 教科目標
「表現及び鑑賞の活動を通して，感性を働かせながら、つくりだす喜びを味わうようにするとともに、造形的な創造活動の基礎的な能力を培い，豊かな情操を養う。」

### 各学年の目標
第1学年及び第2学年（低学年）・第3学年及び第4学年（中学年）・第5学年及び第6学年（高学年）の3段階に分けられ、発達段階に応じた学習目標が提示されている。
（1）造形への関心や意欲、態度に関する目標
（2）発想や構想、創造的な技能に関する目標
（3）鑑賞の能力に関する目標

#### 第1学年及び第2学年
（1）　進んで表したり見たりする態度を育てるとともに，つくりだす喜びを味わうようにする。
（2）　造形活動を楽しみ，豊かな発想をするなどして，体全体の感覚や技能などを働かせるようにする。
（3）　身の回りの作品などから，面白さや楽しさを感じ取るようにする。

#### 第3学年及び第4学年
（1）　進んで表現したり鑑賞したりする態度を育てるとともに，つくりだす喜びを味わうようにする。
（2）　材料などから豊かな発想をし，手や体全体を十分に働かせ，表し方を工夫し，造形的な能力を伸ばすようにする。
（3）　身近にある作品などから，よさや面白さを感じ取るようにする。

#### 第5学年及び第6学年
（1）　創造的に表現したり鑑賞したりする態度を育てるとともに，つくりだす喜びを味わうようにする。
（2）　材料などの特徴をとらえ，想像力を働かせて発想し，主題の表し方を構想するとともに，様々な表し方を工夫し，造形的な能力を高めるようにする。
（3）　親しみのある作品などから，よさや美しさを感じ取るとともに，それらを大切にするようにする。

### 各学年の内容
活動内容は大きく「表現」と「鑑賞」に分けられる。

#### 第1学年及び第2学年
（1）　材料を基に造形遊びをする活動
ア　身近な自然物や人工の材料の形や色などを基に思い付いてつくること。
イ　感覚や気持ちを生かしながら楽しくつくること。
ウ　並べたり，つないだり，積んだりするなど体全体を働かせてつくること。
（2）　感じたことや想像したことを絵や立体，工作に表す活動
ア　感じたことや想像したことから，表したいことを見付けて表すこと。
イ　好きな色を選んだり，いろいろな形をつくって楽しんだりしながら表すこと。
ウ　身近な材料や扱いやすい用具を手を働かせて使うとともに，表し方を考えて表すこと。

#### 第3学年及び第4学年
（1）　材料や場所などを基に造形遊びをする活動
ア　身近な材料や場所などを基に発想してつくること。
イ　新しい形をつくるとともに，その形から発想したりみんなで話し合って考えたりしながらつくること。
ウ　前学年までの材料や用具についての経験を生かし，組み合わせたり，切ってつないだり，形を変えたりするなどしてつくること。
（2）　感じたこと，想像したこと，見たことを絵や立体，工作に表す活動
ア　感じたこと，想像したこと，見たことから，表したいことを見付けて表すこと。
イ　表したいことや用途などを考えながら，形や色，材料などを生かし，計画を立てるなどして表すこと。
ウ　表したいことに合わせて，材料や用具の特徴を生かして使うとともに，表し方を考えて表すこと。

#### 第5学年及び第6学年
（1）　材料や場所などの特徴を基に造形遊びをする活動
ア　材料や場所などの特徴を基に発想し想像力を働かせてつくること。
イ　材料や場所などに進んでかかわり合い，それらを基に構成したり周囲の様子を考え合わせたりしながらつくること。
ウ　前学年までの材料や用具などについての経験や技能を総合的に生かしてつくること。
（2）　感じたこと，想像したこと，見たこと，伝え合いたいことを絵や立体，工作に表す活動
ア　感じたこと，想像したこと，見たこと，伝え合いたいことから，表したいことを見付けて表すこと。
イ　形や色，材料の特徴や構成の美しさなどの感じ，用途などを考えながら，表し方を構想して表すこと。
ウ　表したいことに合わせて，材料や用具の特徴を生かして使うとともに，表現に適した方法などを組み合わせて表すこと。

### 鑑賞活動の概要
子どもが、身近なものを見たり触ったりすることで、自ら対象に働きかけながら身の回りの世界をとらえ、自分なりに意味や価値をつくりだすこと。見ることとつくることを繰り返しながら表現を高めたり、感じたことを話し合いながら文化の違いを理解したりすること。身の回りの生活や社会に能動的にかかわるとともに、伝統を継承し文化を創造する力の基礎となる活動。

#### 第1学年及び第2学年
ア　自分たちの作品や身近な材料などを楽しく見ること。
イ　感じたことを話したり，友人の話を聞いたりするなどして，形や色，表し方の面白さ，材料の感じなどに気付くこと。

#### 第3学年及び第4学年
ア　自分たちの作品や身近な美術作品や製作の過程などを鑑賞して，よさや面白さを感じ取ること。
イ　感じたことや思ったことを話したり，友人と話し合ったりするなどして，いろいろな表し方や材料による感じの違いなどが分かること。

#### 第5学年及び第6学年
ア　自分たちの作品，我が国や諸外国の親しみのある美術作品，暮らしの中の作品などを鑑賞して，よさや美しさを感じ取ること。
イ　感じたことや思ったことを話したり，友人と話し合ったりするなどして，表し方の変化，表現の意図や特徴などをとらえること。

## 表現活動

### A表現（1）造形遊びをする活動
平成元年度の学習指導要領から重要視されている表現活動である。
身近にある自然物や人工の材料、その形や色の特徴などから思い付いた造形活動を行うこと。児童が材料に働きかけ、自分の感覚や行為などを通して形や色をとらえ、そこから生まれる自分なりのイメージを基に、思いのままに発想や構想を繰り返し、体全体を働かせながら創造的な技能を発揮していく活動。遊びの能動的な性格を学習として取り入れた活動。絵や立体、工作、また鑑賞の活動にもつながる図工の根幹をなす活動と言える。児童の発達にとって重要な「遊び」という概念になぞらえて命名されている。

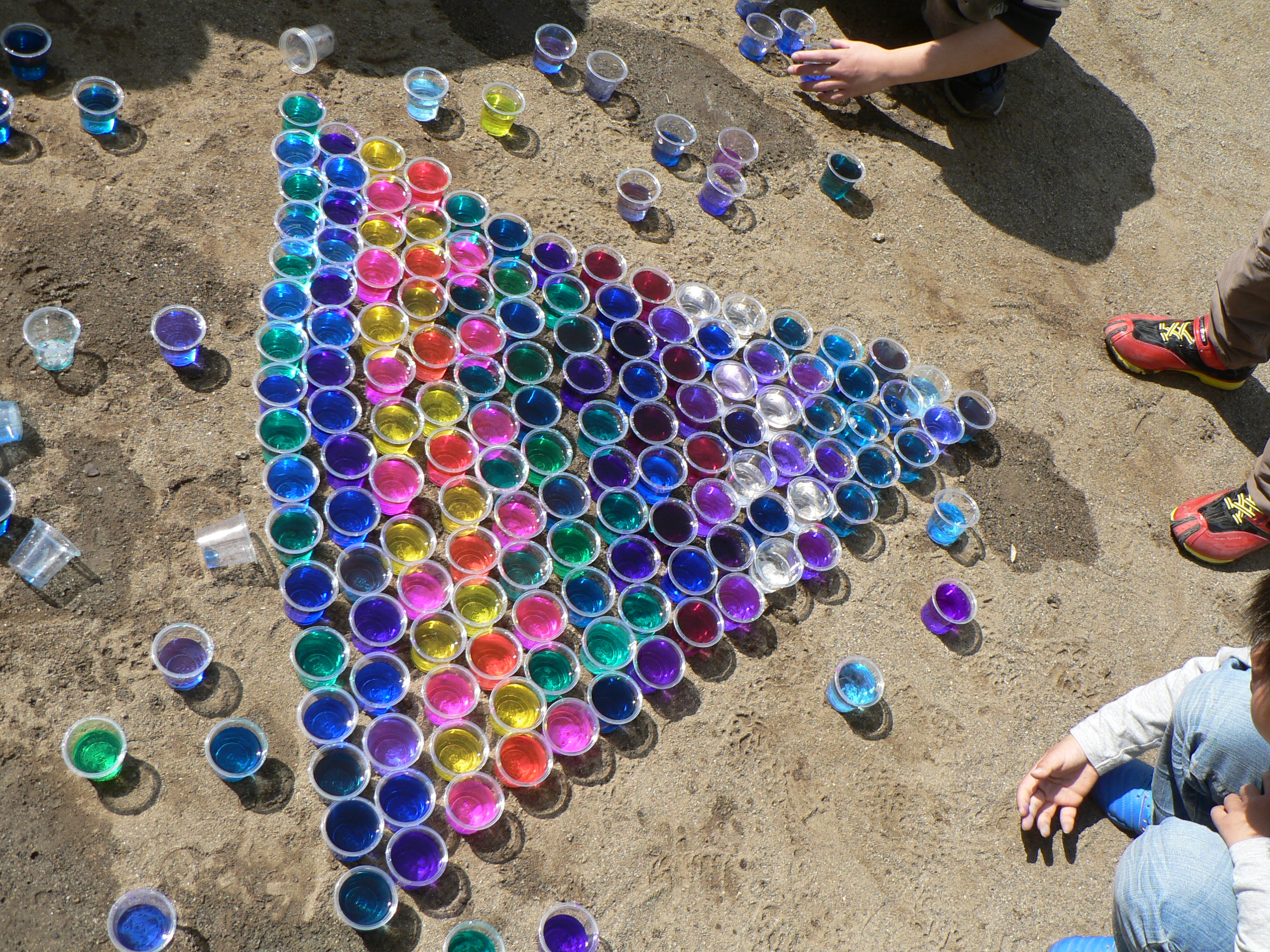
色水をつくってカップに入れ、置いたり並べたりする活動（造形遊び）
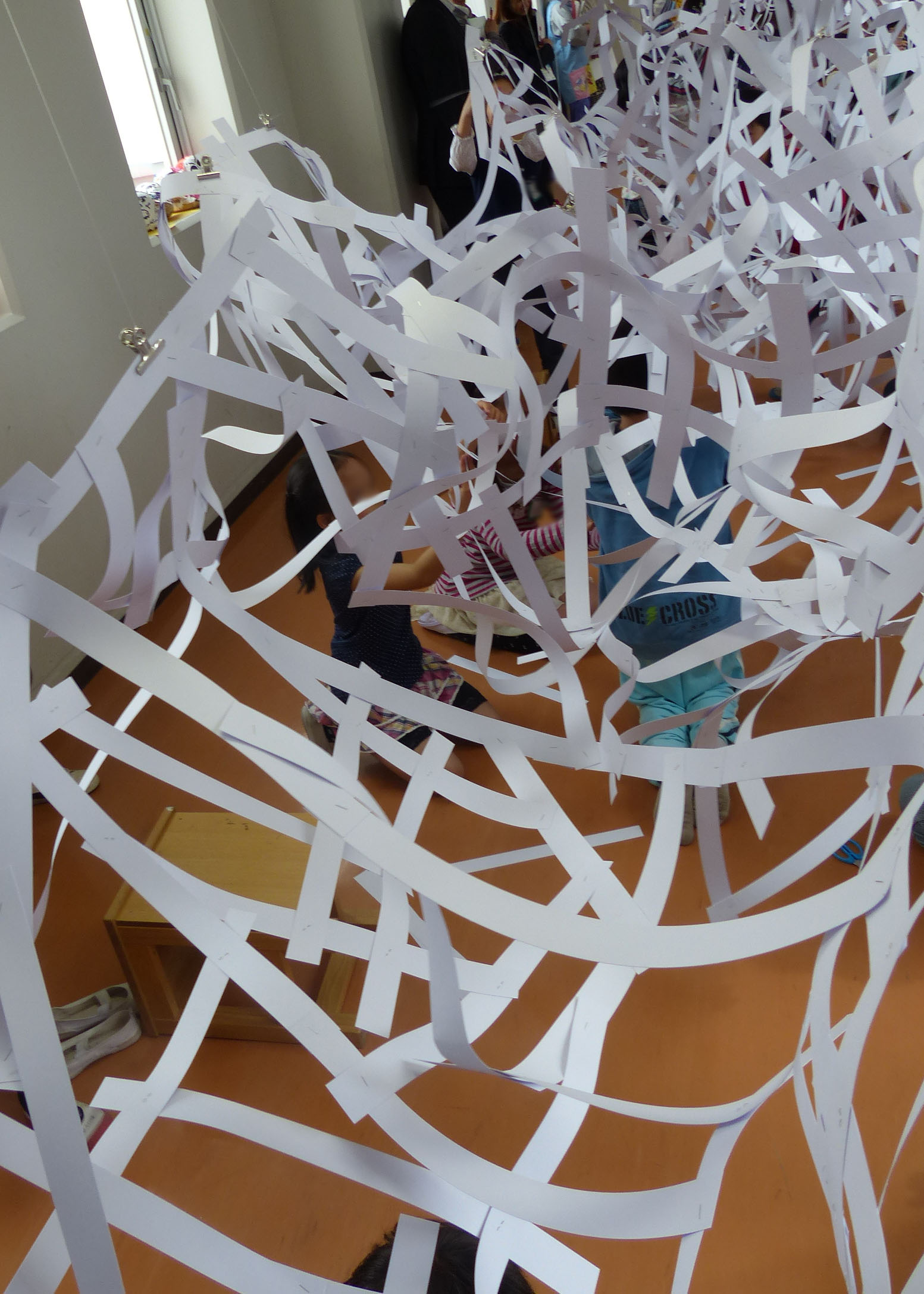
画用紙の帯をつなげたり組み合わせたりする活動（造形遊び）
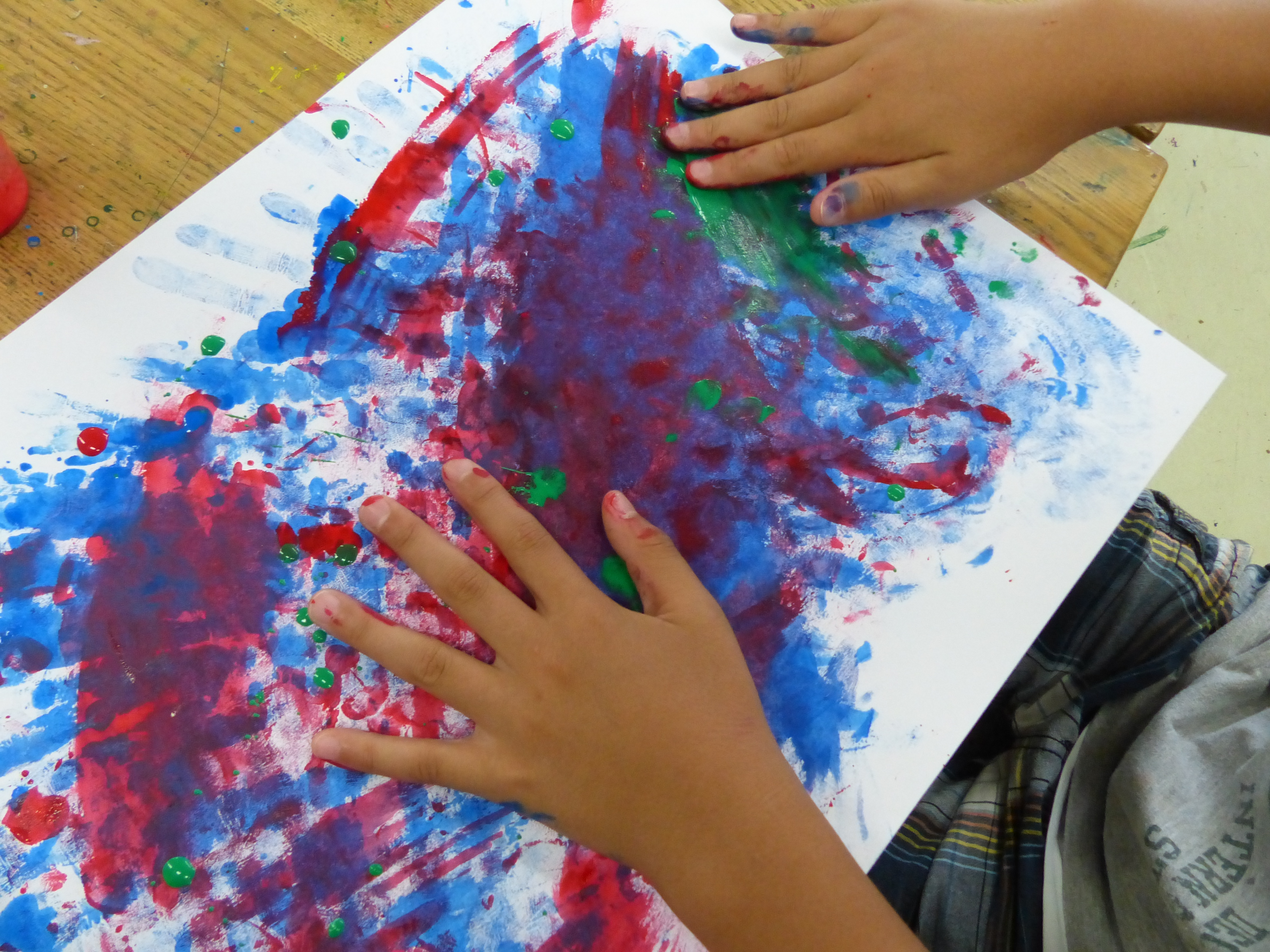
絵の具を手で塗って感触や色を楽しむ活動（造形遊びと絵の要素をもつ）
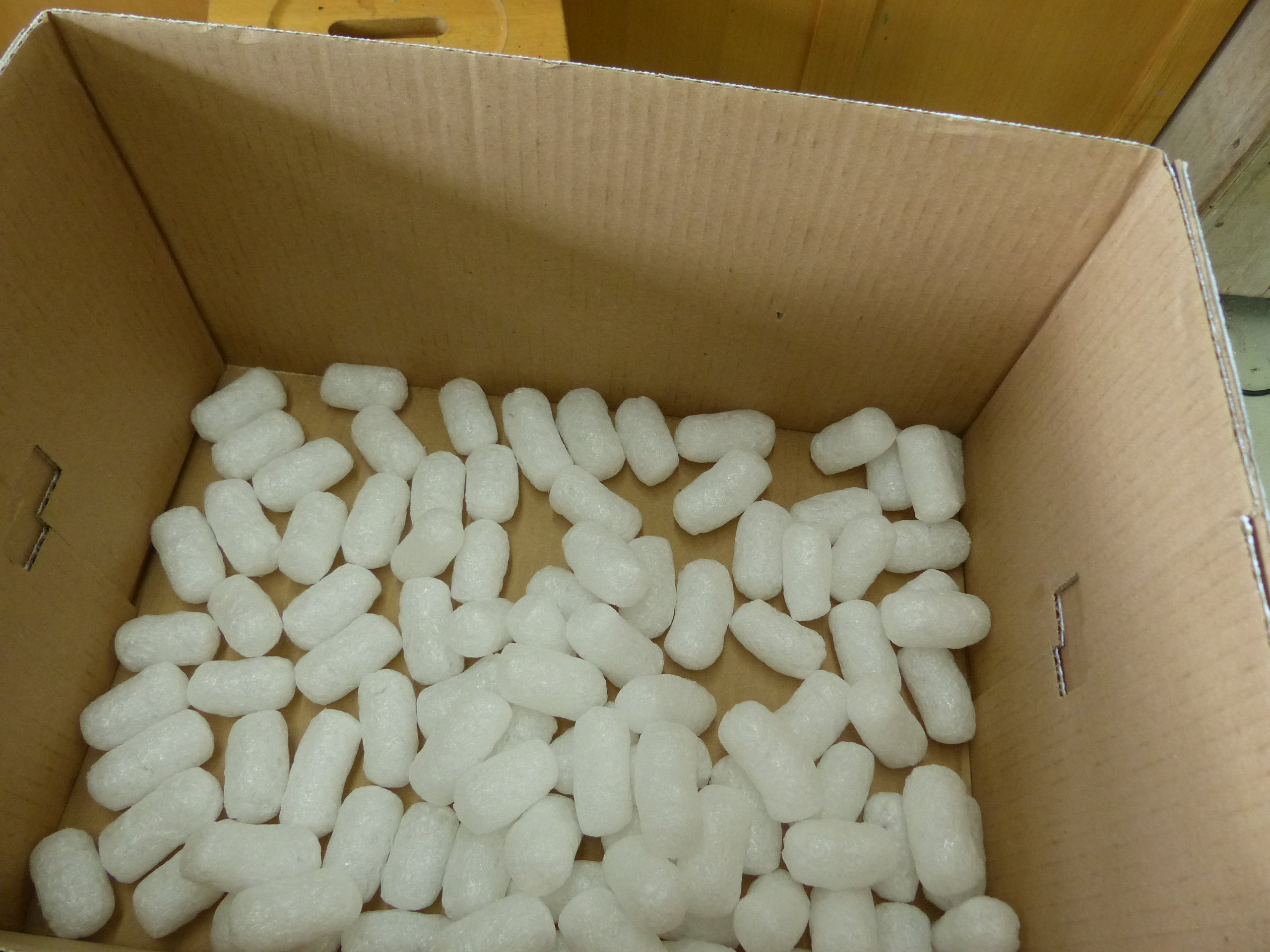
梱包材などの「人工の材料」
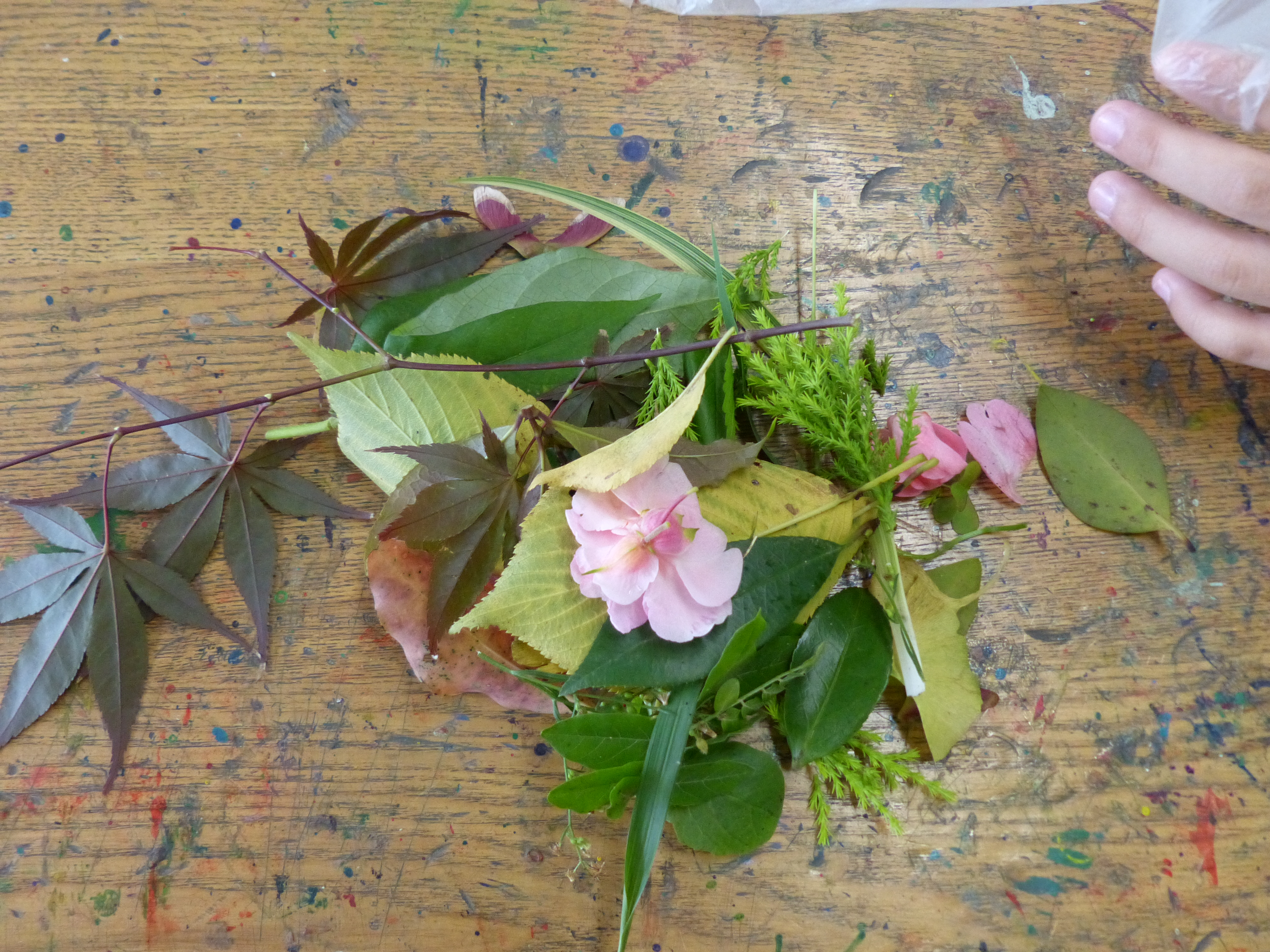
葉っぱや花びらなどの「自然物」

### A表現（2）絵や立体、工作に表す活動
児童が感じたこと、想像したことなどのイメージから、表したいことを見付けて、好きな形をや色を選んだり、表し方を考えたりしながら、絵や立体、工作に表すこと。

## 表したいことを絵や立体、工作に表す活動
学習指導要領解説によると、
子どもが身近な紙や地面などに思いのままにかいたり、土や箱などで何かをつくって楽しんだりする活動は、線や形に自分なりの意味を見つけ、自分の思いや願いを表すことにつながっていく。これは表現の始まりといえる。「表したいことを絵や立体、工作に表す活動」とは、このような、児童の表現の欲求を満たせ、夢中で絵をかいたり、粘土でつくったり、用途や目的があるものを組み立てたりするなどの造形活動を指す。
「表したいこと」とは、自分の夢や願い、経験や見たこと、伝えたいこと、動くものや飾るものなどの児童が表したいと思うこと。
ただし、絵に立体的なことを加えたり、工作で表面に絵をかいたりするなど、表す過程では関連し合うことが多いことから、表したいことから学習が広がることを重視し「絵や立体、工作に表す」とまとめて示している。

### 絵や立体
絵の具などで平面に表したり、粘土などで立体に表したりして、自分の感じたことや思ったことなどを表現すること。

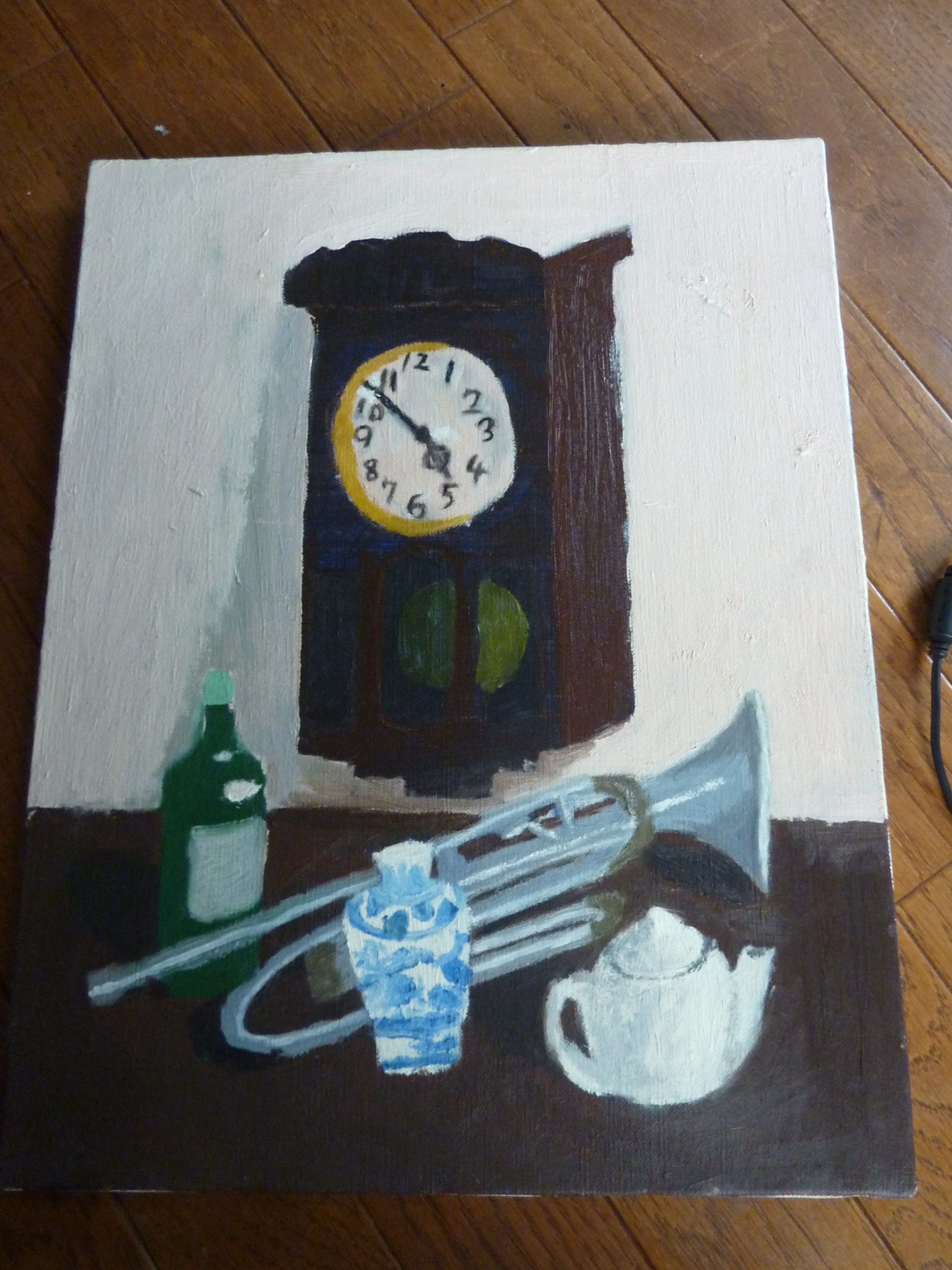
絵の具などによる平面的な表現（絵）
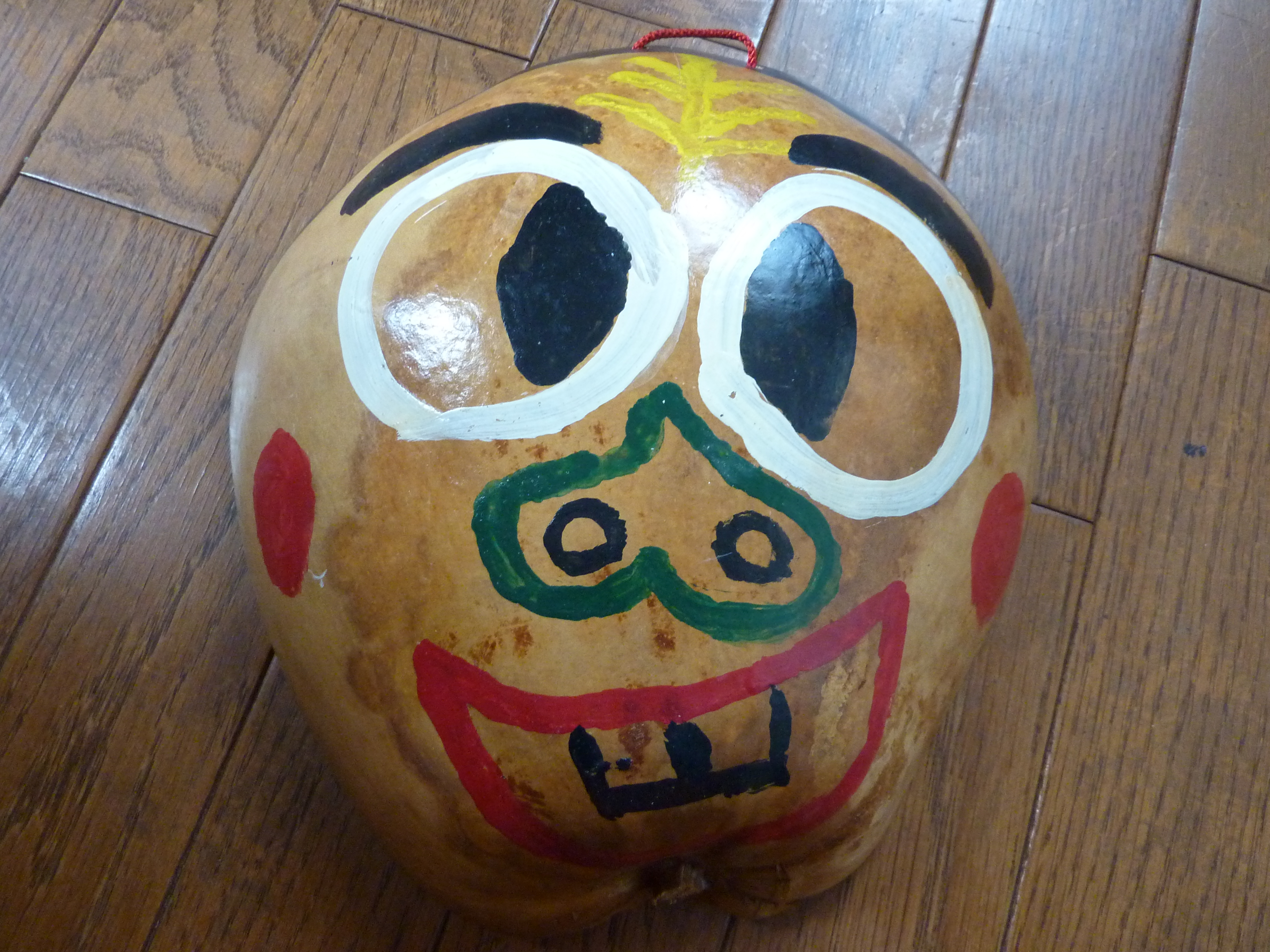
木材などを使った立体表現（立体）
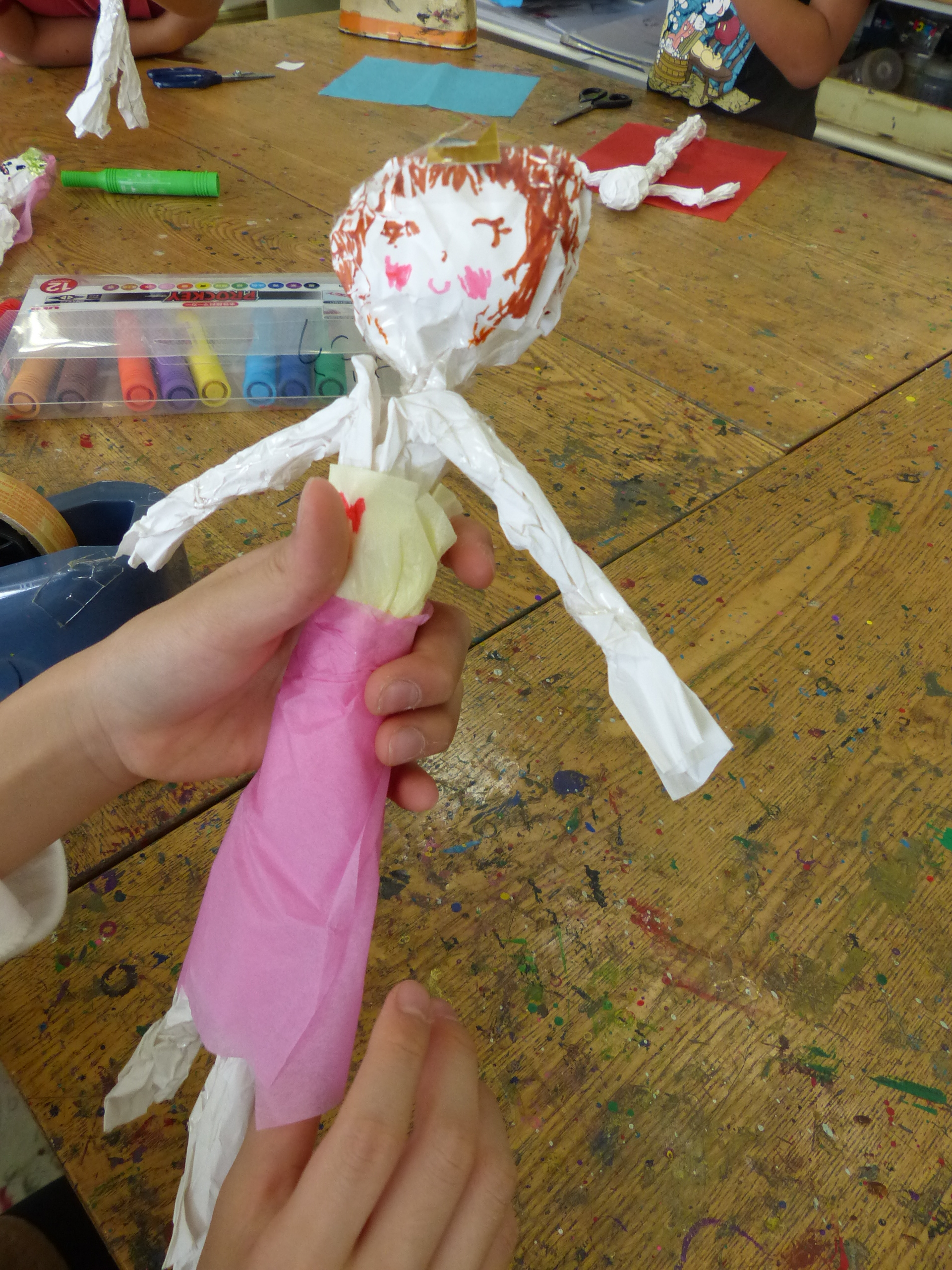
紙などでつくった人形（立体）

### 工作
意図や用途がある程度明確で、生活を楽しくしたり伝えたりするものなどを表すこと。
生活に役立つもの（本立てや入れ物など）や、仕組みを使って動かすもの（クランクを使った動くおもちゃなど）など、目的や用途のあるものを指す。
ポスターやアニメーションもこれに含まれる。

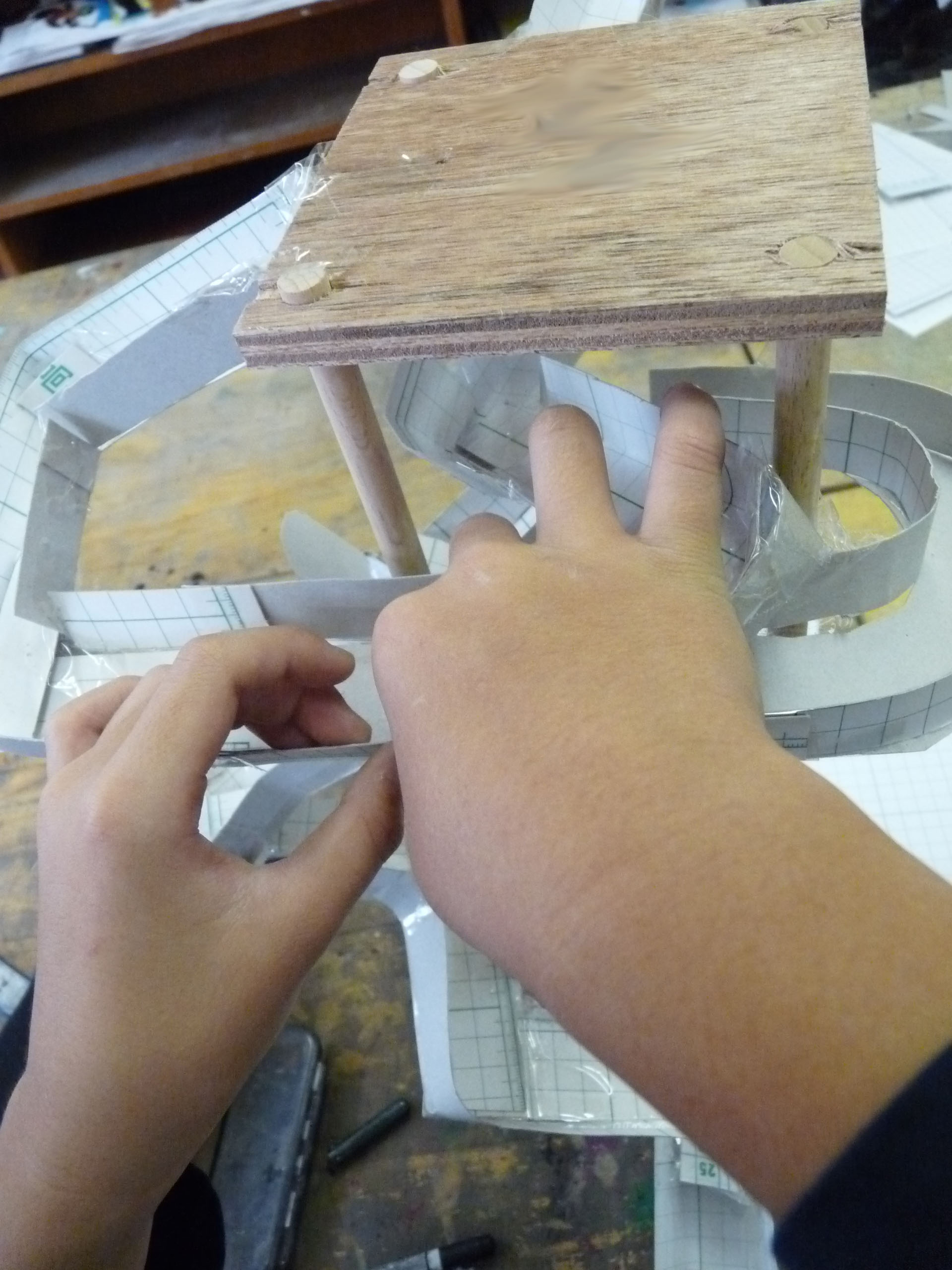
ビー玉転がしゲーム（工作）
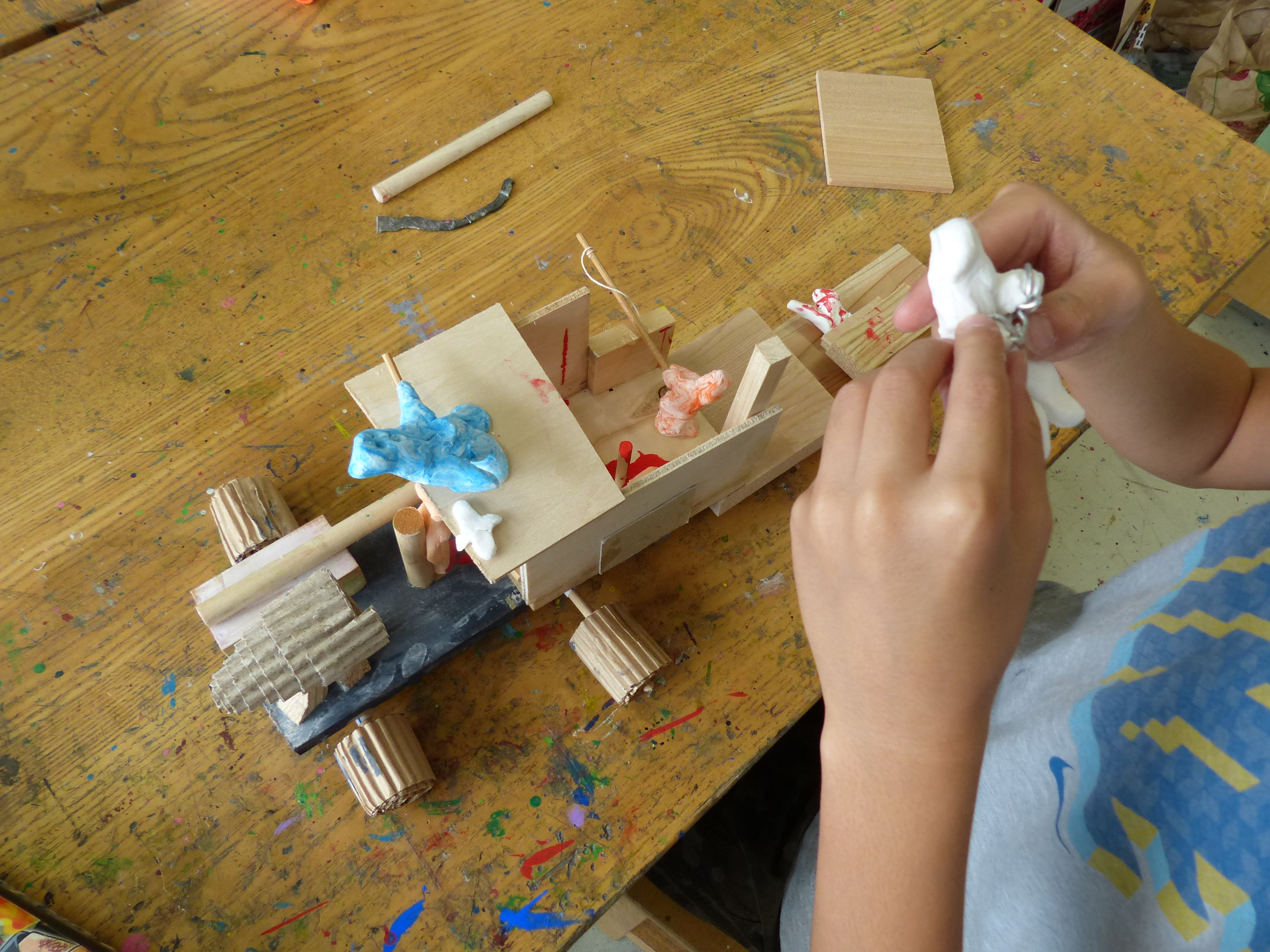
車輪を使ったおもちゃ（工作）

## 鑑賞する活動

### B鑑賞
自分たちの作品や身近な材料、我が国や諸外国の親しみのある美術などの形や色をとらえ、自分なりにイメージをもつなどして、主体的によさや美しさなどを感じ取ること。

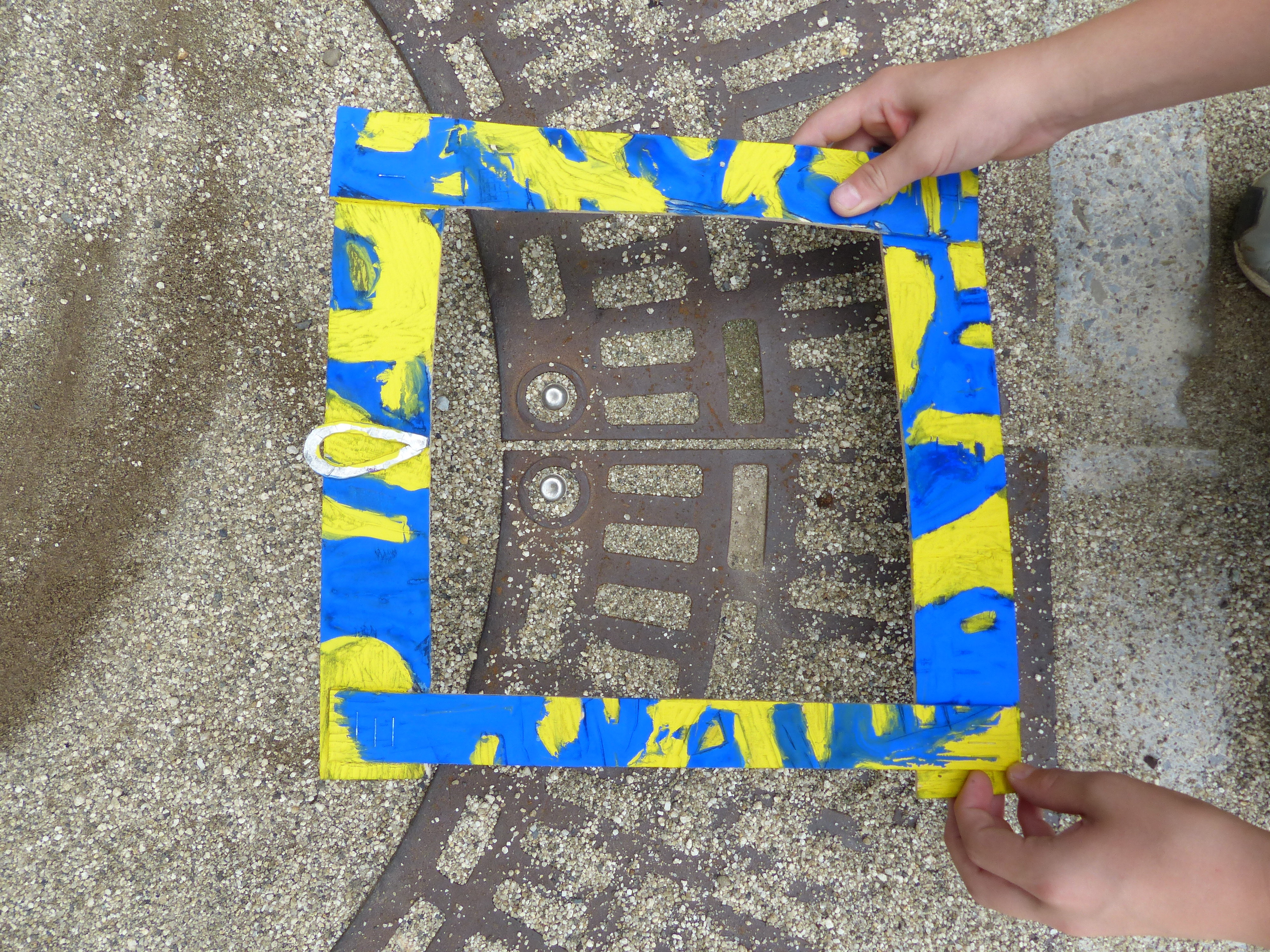
つくった額縁にお気に入りの場所を入れて写真に撮り紹介する（鑑賞）
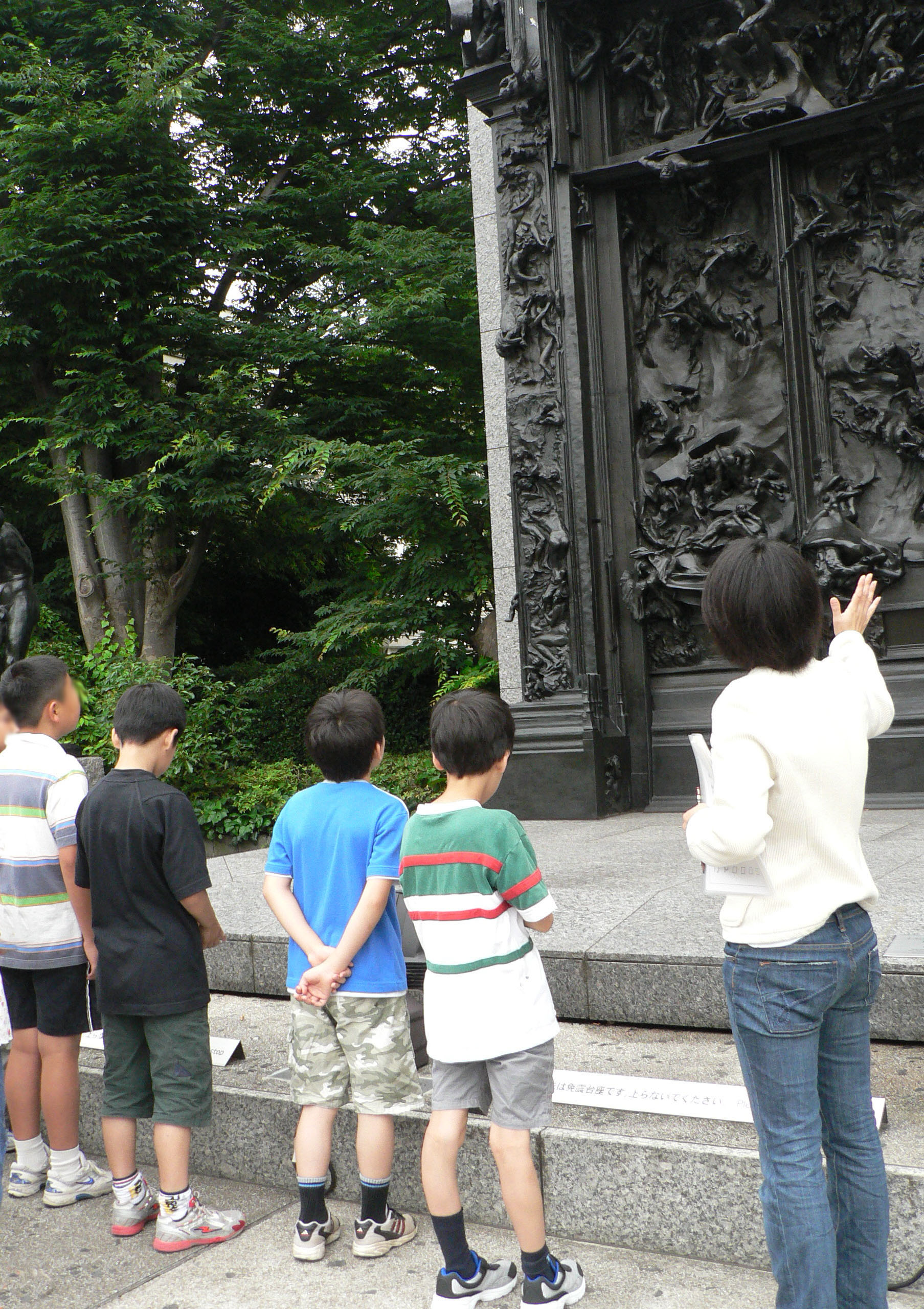
美術館で行うギャラリートークの授業（鑑賞）
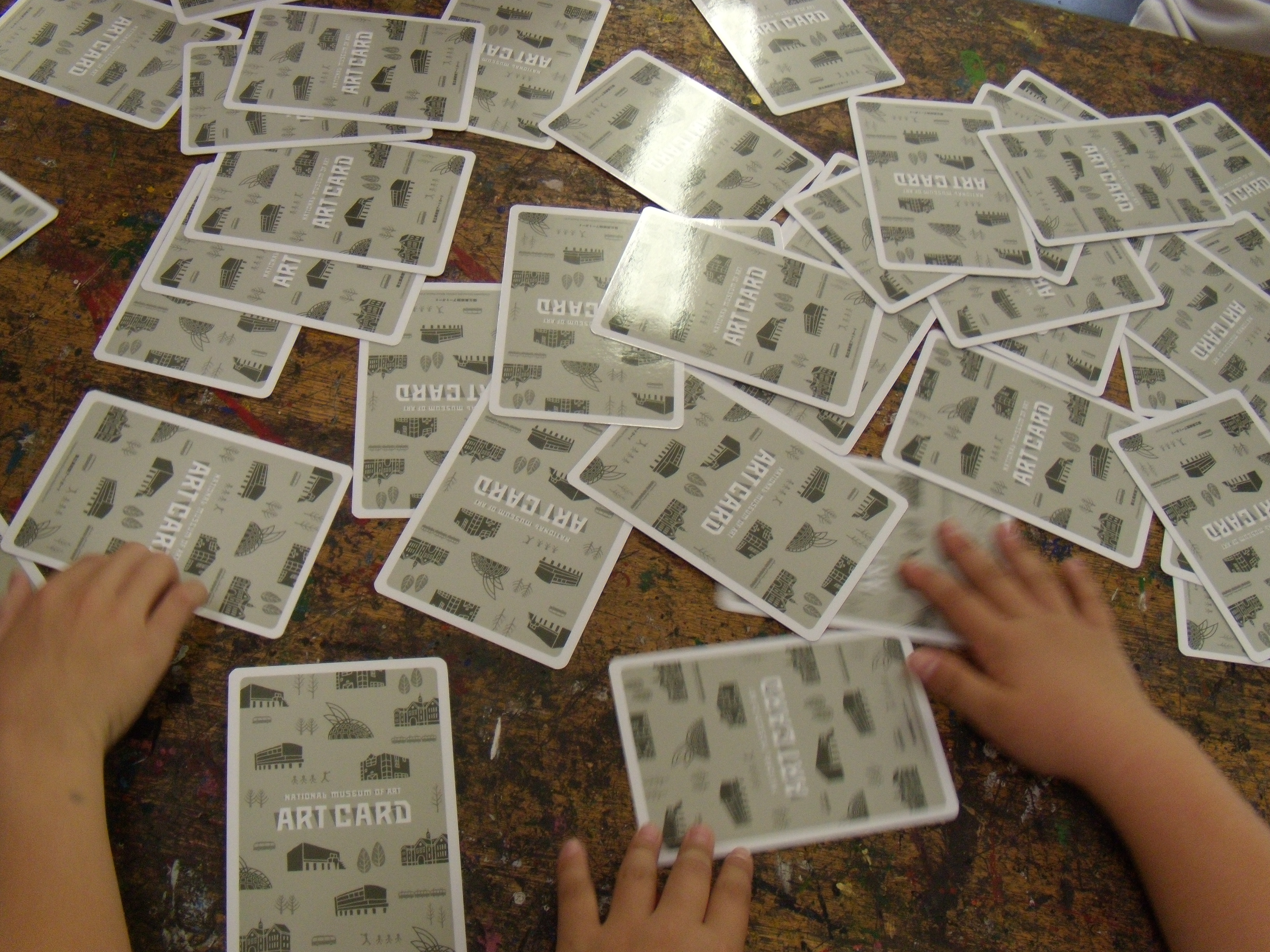
アートカードを使った授業（鑑賞）

## 〔共通事項〕
図画工作学習指導要領において〔共通事項〕とは、「A表現」と「B表現」の領域、それぞれの項目を通して共通に働く児童の資質や能力を指す。

### 第1学年及び第2学年
（1）　「A表現」及び「B鑑賞」の指導を通して，次の事項を指導する。
ア　自分の感覚や活動を通して，形や色などをとらえること。
イ　形や色などを基に，自分のイメージをもつこと。

### 第3学年及び第4学年
（1）　「A表現」及び「B鑑賞」の指導を通して，次の事項を指導する。
ア　自分の感覚や活動を通して，形や色，組合せなどの感じをとらえること。
イ　形や色などの感じを基に，自分のイメージをもつこと。

### 第5学年及び第6学年
（1）　「A表現」及び「B鑑賞」の指導を通して，次の事項を指導する。
ア　自分の感覚や活動を通して，形や色，動きや奥行きなどの造形的な特徴をとらえること。
イ　形や色などの造形的な特徴を基に，自分のイメージをもつこと。

## 子供の図画工作のコンクール
- 世界児童画展
- 住友生命こども絵画コンクール
- 朝日小学生新聞(絵画コンクールも開催)
- ぼくの絵わたしの絵
- 全国児童・生徒木工工作コンクール
- リサイクル工作コンクール

## 子供のための美術館
- 浜田市世界こども美術館
- おかざき世界子ども美術博物館
- 横浜アンパンマンこどもミュージアム
- マンガ・アニメミュージアム
- 絵本美術館